# Абсолютная власть (фильм, 2016)
«Абсолютная власть» (англ. Imperium) — американский триллер режиссёра Даниэля Рагуссиса об агенте ФБР, влившемся в неонацистскую группировку с целью разоблачения её и предотвращения готовящегося теракта. Главную роль исполняет Дэниел Рэдклифф. Фильм является полнометражным режиссерским дебютом Даниэля Рагуссиса.
Премьера фильма в США состоялась 19 августа 2016 года.

## Сюжет
Нейт Фостер — молодой специальный агент ФБР, работающий над раскрытием секретных террористических заговоров. После того, как украли некоторое количество незаконно ввезенного цезия-137, Нейта вербует Анжела Зампаро, коллега-специальный агент ФБР, которая подозревает причастность группы белых супремасистов.
С помощью связей Зампаро, Фостер знакомится с небольшой группой неонацистов под руководством Винса Сарджента, местного лидера, который знаком с главным подозреваемым — консервативным радиоведущим Далласом Вульфом. Вульф, ставший лидером движения благодаря своей подстрекательской риторике, собирает собрание самых крупных и влиятельных групп на северо-востоке. Благодаря знакомствам Сарджента, Фостер вливается в движение и знакомится с Эндрю Блэквеллом, лидером главного ополчения белых приверженцев, а также завоевывает внимание Вульфа, убеждая его в том, что он может профинансировать его радиошоу. Фостер также быстро подружился с Джерри Конвеем, инженером белых воротничков и семьянином, а также сторонником превосходства белой расы.
Заслужив доверие Блэквелла, спасая его во время нападения Антифы на митинге белых, Фостер попадает в грубый военный комплекс, управляемый ополчением Эндрю. Там Блэквелл рассказывает, что у него есть чертежи муниципальной водопроводной сети Вашингтона (округ Колумбия), и он замышляет нападение.
ФБР начинает подозревать, что Вульф и Блэквелл работают вместе, после того как Фостер встречается с Вульфом у него дома и обнаруживает, что в его доме срабатывает счетчик Гейгера. Фостер пытается включиться в возможный заговор, предлагая Вульфу значительные финансовые инвестиции.
Вместо этого, Вульф становится враждебным и сообщает о Фостере в ФБР. Выясняется, что он всего лишь артист и не верит в причину, что он прошел лучевую терапию от рака предстательной железы, который был зарегистрирован счетчиком Гейгера. Тем временем Блэквелла также снимают с розыска, так как он, по всей видимости, использует планы водопроводной сети округа Колумбия как способ заманить потенциальных новобранцев обещанием участия в предстоящей террористической атаке. Не найдя больше никаких зацепок, начальник Фостера и Зампаро приказывает закрыть дело. Возмущенный тем, что его усилия были потрачены впустую, Фостер готовится к тому, чтобы его прикрытие покинуло город.
Фостер встречается с Конвеем, чтобы попрощаться с ним. Чувствуя свою искреннюю бесполезность, Конвей признается Фостеру в своей причастности к местной террористической ячейке. Выясняется, что Конвей и его союзники владеют цезием и замышляют взорвать «грязную бомбу». После введения Конвея, Фостер присоединяется к группе в качестве поставщика взрывчатого вещества. Несмотря на то, что террористы-параноики несколько раз чуть не раскрыли его прикрытие, Фостеру удается обнаружить цезий в доме Конвея, благодаря чему ФБР удается остановить и арестовать террористов до того, как они смогут осуществить заговор. Довольный тем, что ему удалось изменить ситуацию, Фостер наносит последний визит Джонни, подростку и бывшему члену банды Сарджента, который больше не верит в его дело.

## В ролях
| Актёр                | Роль             |
| -------------------- | ---------------- |
| Дэниел Рэдклифф      | Нейт Фостер      |
| Тони Коллетт         | Анджела Дзампаро |
| Трейси Леттс         | Даллас Вольф     |
| Сэм Траммелл         | Герри Конвей     |
| Нестор Карбонель     | Том Эрнандес     |
| Девин Друид          | Джонни           |
| Павел Жайда          | Винс Сарджент    |
| Крис Салливан        | Эндрю Блэквелл   |
| Бёрн Горман          | Морган           |
| Сет Нумрик           | Рой              |
| Джейссон Финни       | Билли            |
| Майкл Аарон Миллиган | Скинхед          |
| Дэвид Аранович       | Эрнест Уолтон    |
| Мабуд Ибрахимзадех   | Абдул            |

## Производство
5 июля 2016 года в интернете был опубликован официальный трейлер фильма, выпущенный компанией Lionsgate Premiere. Съемки начались в конце октября 2015 года и проходили в Ричмонде, штат Вирджиния, и в соседнем городе Хоупвелл. 

## Прокат
В Великобритании фильм вышел в прокат 23 сентября 2016 года, в Сингапуре — 29 сентября 2016 года, в России — 27 октября 2016 года, в Республике Корея — 23 февраля 2017 года в Испании — 17 марта 2017 года.